# سیارک ۱۶۰۰

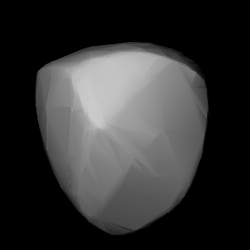
مدل سه‌بُعدی سیارک ۱۶۰۰ بر طبق منحنی نور آن

سیارک ۱۶۰۰ (به انگلیسی: 1600 Vyssotsky، نامگذاری:1947UC) هزار و ششصدمین سیارک کشف شده‌است که در ۲۲ اکتبر ۱۹۴۷ کشف شد.
قدر مطلق سیارک برابر ۱۱٫۹۰ است.